# Kimbers genetikpris
Kimbers genetikpris är ett pris instiftat 1955 av John E. Kimber och Kimber Farms, Inc. för utmärkande förtjänster inom området genetik. Priset delades ut fram till 1970 av det amerikanska National Academy of Science.

## Pristagare
- 1955 - William Ernst Castle och Hermann Joseph Muller
- 1956 - Sewell G. Wright
- 1957 - Alfred H. Sturtevant
- 1958 - Theodosius Dobzhansky
- 1959 - Tracy M. Sonneborn
- 1960 - George Wells Beadle
- 1961 - J.B.S. Haldane
- 1962 - Milislav Demerec
- 1963 - Curt Stern
- 1964 - Max Delbrück
- 1965 - Alfred D. Hershey
- 1966 - Nikolaj Timofejev-Resovskij
- 1967 - Barbara McClintock